# Laurentien
De voornaam Laurentien is een vrouwelijke vorm van Laurens, afgeleid van de Latijnse naam Laurentius.
Laurentius is Latijn voor "uit Laurentum", iemand uit de stad Laurentum in Latium. De naam wordt ook in verband gebracht met laurier, dus "de gelauwerde".

## Bekende naamdraagsters
- Laurentien Brinkhorst, prinses Laurentien der Nederlanden